# Ammassivik
Ammassivik (zastarale Angmagssivik, dánsky Sletten) je osada v kraji Kujalleq v Grónsku. Název osady znamená "místo, kde je možné chytat huňáčky". V roce 2017 tu žilo 30 obyvatel, takže je to čtvrtá nejmenší osada kraje Kujalleq a šestá nejmenší osada Grónska.

## Historie
Osada byla založena v roce 1889 jako Sletten. V roce 1899 tu byla založena škola s názvem Isak Lundtip atuarfia, ve které se v roce 2005 učilo 6 žáků. V roce 1922 se osada stala obchodním centrem oblasti a její počet obyvatel rostl. Nyní však počet obyvatel klesá, Ammassivik není příliš oblíbená osada a má nejrychleji klesající počet obyvatel ze všech osad v Grónsku v současnosti i v historii.
Do roku 2009 osada náležela okresu Nanortalik. Dne 1. ledna 2009 se stal Ammassivik součástí kraje Kujalleq, když zanikly kraje Kitaa, Tunu a Avannaa i se svými okresy a sjednotily se do současných krajů.

## Doprava
Air Greenland slouží obci jako součást vládní zakázky a provozuje lety z heliportu Ammassivik do Nanortaliku a Aappilattoqu. Hlavní doprava je po moři, v zimě se používají také saně se psím spřežením.

## Počet obyvatel
Počet obyvatel většiny osad a měst v Kujallequ klesá, přičemž se tu nachází mnoho zanikajících osad, přičemž Ammassivik má nejrychleji klesající počet obyvatel ze všech osad v Grónsku. Počet obyvatel Ammassiviku se snížil o téměř 81% oproti počtu obyvatel z roku 1992, a o téměř 71% oproti roku 2001. Největší propad (o 41% a o 31 obyvatel) byl z roku 2010 (74 obyvatel) na 2011 (43 obyvatel).